# Kenny Everett
Maurice James Christopher Cole (né le 25 décembre 1944 et mort le 4 avril 1995), surtout connu sous le nom de Kenny Everett, est un acteur, animateur de radio et de télévision britannique. Everett est surtout connu pour sa carrière de disc-jockey à la radio ainsi que pour son animation du The Kenny Everett Video Show.

## Biographie
Maurice James Christopher Cole naît à Seaforth (Merseyside) (en), dans le Lancashire. Il fréquente l'école secondary modern (en) du coin à Crosby.
Après ses études, il travaille un temps à la station radio pirate Radio London. On lui conseille de changer son nom afin d'éviter des problèmes légaux. C'est à ce moment qu'il prend le nom de « Everett », tiré de son héros d'enfance Edward Everett Horton.
Le succès du titre Bohemian Rhapsody de Queen ne lui est pas étranger. Ayant essuyé un refus de diffusion de la part de sa maison de disques, qui trouvait le titre trop long (6'06"), Freddie Mercury en laissa une copie à son ami et lui demanda ironiquement de « ne surtout pas le diffuser ». Il fut entendu quatorze fois en deux jours sur les ondes, et conduit au succès du titre.
Everett épouse Audrey Lee « Lady Lee » Middleton (née le 14 février 1937). Le couple se sépare en septembre 1979. Au milieu des années 1980, Everett fait connaître publiquement sa bisexualité.
Il meurt à 50 ans des suites d'une maladie liée au Sida.